# Церква святого Архістратига Михаїла (Великі Кусківці)
Церква святого Архістратига Михаїла у Великих Кусківцях — парафія і храм Лановецького благочиння Тернопільської єпархії Православної церкви України в селі Великі Кусківці Кременецького району Тернопільської области.
Оголошена пам'яткою архітектури місцевого значення (охоронний номер 1623).

## Історія церкви
Перший дерев'яний храм у селі був збудований у 1818 році за сприяння уродженця села Афіногена Арабського. Новий мурований храм святого Архистратига Михаїла збудували за проєктом Краффта у 1933–1937 роках на місці старої дерев'яної церкви XVIII–XIX століття, яку зруйнували комуністи.
Під керівництвом о. Миколи Скрипника та за допомоги парафіян, зокрема Аполінарії Арабської, збудували нову православну церкву. Іконостас привезли зі Старокостянтинова та перенесли зі старого храму. 12 липня 1937 року, у день святих апостолів Петра і Павла, церкву відкрили, а освятив її архієпископ Волинський Алексій.
З 1961 до 1988 року церква була закрита.

## Парохи
- о. Микола Скрипник,
- о. Степан Черняк,
- о. Іван Огородник,
- о. Ананій Бельма,
- о. Сергій Борис,
- о. Володимир Флисник.